# Гејтвеј (Арканзас)
Гејтвеј (енгл. Gateway) град је у америчкој савезној држави Арканзас.

## Демографија
По попису из 2010. године број становника је 405, што је 289 (249,1%) становника више него 2000. године.
| Група             | 2000.       | 2010.       |
| Белци             | 112 (96,6%) | 350 (86,4%) |
| Афроамериканци    | 0 (0,0%)    | 0 (0,0%)    |
| Азијати           | 0 (0,0%)    | 2 (0,5%)    |
| Хиспаноамериканци | 0 (0,0%)    | 32 (7,9%)   |
| Укупно            | 116         | 405         |